# Vito D’Anna

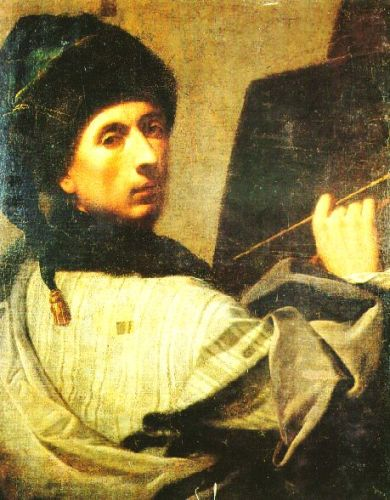
Vito D’Anna: Selbstporträt; Öl auf Leinwand, 70 × 56 cm, 1763, Biblioteca e pinacoteca Zelantea, Acireale

Vito D’Anna (* 14. Oktober 1718 in Palermo; † 13. Oktober 1769 ebenda) war einer der wichtigsten Maler des Rokoko auf Sizilien. Er war der Schwiegersohn von Olivio Sozzi und der Schwager von Francesco Sozzi (1732–1795). Sein Sohn war der Maler Alessandro D’Anna (1746–1810).

## Leben
Geboren wurde er als Sohn von Giuseppe D’Anna und Rosalia Coppolino. Als 17-Jähriger begann er am 13. Januar 1736 eine Lehre in der Werkstatt des Malers Pietro Paolo Vasta in Acireale, einem typischen Vertreter des neapolitanischen Barock in Rom, deren Hauptvertreter Sebastiano Conca und Corrado Giaquinto waren. 1744 kehrte er nach Palermo zurück, wo er sich dem bedeutendsten Maler seiner Zeit auf Sizilien, Olivio Sozzi, anschloss. Kurze Zeit später heiratete er Aloisia, die Tochter Sozzis. Auf Vermittlung des Schwiegervaters ging Vito D’Anna nach Rom in die Werkstatt von Corrado Giaquinto, der mit Olivio Sozzi eng befreundet war. 1751 war er wieder in Palermo und wurde zu einem der gefragtesten Maler des Adels und der Geistlichkeit auf Sizilien. 1765 wurde er mit dem Titel eines Conte palatino und eines Cavaliere dell Speron d’Oro geehrt.
Er starb 1769 und fand seine letzte Ruhe in der palermitanischen Chiesa di San Matteo al Cassaro. Im 19. Jahrhundert wurden seine sterblichen Überreste auf den Friedhof von Santa Maria übergeführt.
Vito D’Anna war auch ein Sammler von Zeichnungen und Grafiken von sizilianischen, neapolitanischen und römischen Künstlern sowie von Kopien der Maler Sebastiano Conca, Corrado Giaquinto, Luca Giordano, Carlo Maratta und Francesco Solimena. Über Umwege gelangte seine Kunstsammlung an den palermitanischen Baron Sgadari Lo Monaco und wird heute im Palazzo Abatellis (Palermo) aufbewahrt.
Vier Kinder von Vito D’Anna und Aloisia Sozzi sind dokumentiert: Der 1746 geborene Alessandro, Olivo, Pietro und Rosalia (* 1756). Alessandro trat frühzeitig in die Werkstatt des Vaters ein, wie auch Rosalia, die eines von Vitos Lieblingsmodellen war. Rosalia setzte nach dem Tod des Vaters ihre künstlerische Ausbildung beim Bruder Alessandro D’Anna fort.

## Künstlerische Tätigkeit
Seine Hauptwerke schuf D’Anna für Kirchen und Paläste in Palermo. 1760 erhielt er vom Grafen Isnello den Auftrag, im Ballsaal seines Palazzo in Palermo ein allegorisches Fresko „Verherrlichung Palermos“ zu schaffen. Es entstand eines der eindrucksvollsten Kunstwerke des 18. Jahrhunderts mit profanem Inhalt auf ganz Sizilien.
Von 1763 bis 1765 schuf er einen Freskenzyklus in der Kuppel der Chiesa del Santissimo Salvatore von Palermo. In dieser Zeit verschlimmerte sich eine Tuberkulose-Erkrankung, die er sich vor Jahren zugezogen hatte, so dass er die Arbeiten von seinen Mitarbeitern Vito Coppolino, Giuseppe Testa und Antonio Manno fertigstellen lassen musste.
1765 malte er nochmals gemeinsam mit Olivio und Francesco Sozzi an Fresken in der Himmelfahrtskapelle der Basilica di Santa Maria Maggiore von Ispica, in der am 31. Oktober Olivio Sozzi durch einen Sturz vom Gerüst ums Leben kam. Den anstrengenden Arbeiten unter Kirchendecken war D’Anna durch seine Krankheit nicht mehr gewachsen. In seinen letzten vier Lebensjahren entstanden nur noch wenige Tafelbilder.

## Werke
- Chiesa di Santa Maria della Neve (Acireale): Gemälde “Christi Geburt” (1744)
- Chiesa di Santa Caterina (Palermo): Kuppelfresko Apotheose von S. Domenikus und anderer Heiliger (1751)
- Palazzo Benenati Ventimiglia (Palermo): Fresko “Triumph der Minerva” und “Allegorie der Tugend” (1751)
- Chiesa dei Tre Re (Palermo): Deckenfresko “Triumph der Hl. Drei Könige” sowie Fresken an den Apsiswänden „Taufe des Hamilkar“ und „Martyrium des Belsazar“ (1751/52)
- Oratorio di San Filippo Neri (Motta d’Affermo): Altarbild “Ekstase des S. Filippo Neri” (1752)
- Chiesa dell’Immacolata Concezione (Serradifalco): Gemälde “Hl. Judas Taddäus” sowie “SS. Ignazio von Loyola und Francesco Saverio”
- Chiesa San Nicolò - Santissimo Salvatore (Militello in Val di Catania): Altarbild “Predigt des Hl. Nikolaus”
- Palazzo Isnello (Palermo): Allegorisches Fresko im Ballsaal Verherrlichung Palermos (1760)
- Palazzo Alliata di Pietratagliata: Fresken im Ballsaal “Triumph des von Tugenden umgebenen Fürsten” (1762).
- Villa Resuttana (Palermo): Fresken im Ballsaal “ Verherrlichung der Fürsten von Resuttana” (1762)
- Chiesa del Santissimo Salvatore (Palermo): Fresken im Atrium “Glorie des S. Basile” (1763–65).
- Basilica di Santa Maria Maggiore (Ispica): Hauptaltarbild “Maria, Kind und Heilige” (1768)

## Gemeinschaftsarbeiten und zugeschriebene Werke
- Chiesa di San Matteo (Palermo): Fresko “Allegorische Frauengestalten” (1758, gemeinsam mit Francesco Sozzi)
- Palazzo Alliata di Pietratagliata (Palermo): Fresken im Roten Salon (sala da pranzo) “Wissenschaftliche Tugend des Fürsten” (1762, gemeinsam mit Francesco Sozzi)
- Palazzo Isnello (Palermo): Deckenfresko “Verkündigung der S. Rosalia” (1760, zugeschrieben).

## Zerstörte Werke
- Gesichertes Freskofragment aus Palazzo Airoldi (Palermo) “Allegorie des Überflusses” (1758), nun im Palazzo Abatellis in Palermo.
- Im Zweiten Weltkrieg zerstörtes Fresko „Triumph der Künste und Wissenschaften“ im Palazzo Castelluccio von Palermo.

## Zeichnungen
- Entwurfszeichnung zu den Fresken im Ballsaal des Palazzo Isnello (Palermo, Kunstmarkt)
- Studien zum Fresko „Triumph der Tugenden“ im Palazzo Benenati (Palermo, Palazzo Abatellis)